# Antonella Di Monte
Antonella Di Monte (Napoli, 8 marzo 1993) è un'attrice italiana.

## Biografia

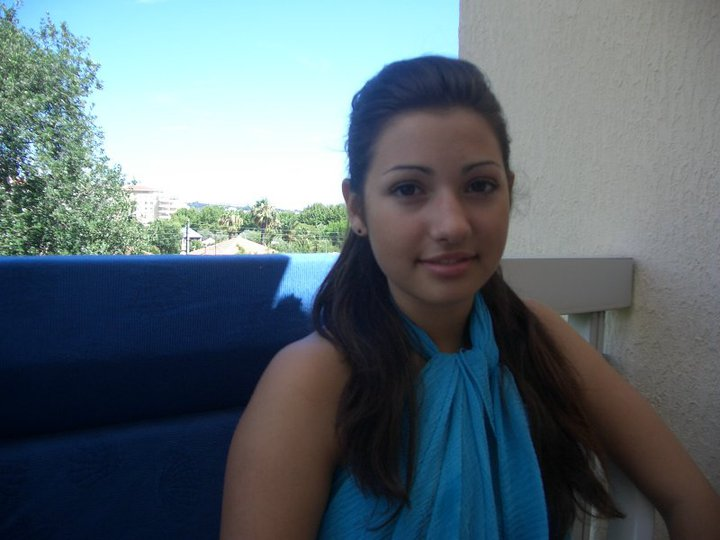
Foto del 2011

Ha iniziato la sua carriera d'attrice nel 2008, (all'età di 15 anni), con Lina Wertmüller nel film per la televisione Mannaggia alla miseria, in cui interpretava la parte di una ragazzina di nome Luisella.
Nel 2009 ha lavorato come protagonista interpretando il ruolo di Maria Scicolone da ragazzina, al fianco di Sophia Loren (che invece interpretava la propria madre) nella miniserie televisiva La mia casa è piena di specchi, in 2 episodi, con la regia di Vittorio Sindoni. Nel 2010 ha recitato nel La leggenda del bandito e del campione, miniserie televisiva in 2 puntate che ha vinto il Premio Tv 2011, interpretando il ruolo di Mela, protagonista femminile nell'adolescenza e lavorando con attori come Beppe Fiorello, Raffaella Rea e Simone Gandolfo.
Nel 2013 partecipa alla seconda stagione della fiction Benvenuti a tavola - Nord vs Sud, in onda su Canale 5.

## Filmografia

### Televisione
- Mannaggia alla miseria (2008) regia di Lina Wertmüller
- La mia casa è piena di specchi (2009) regia di Vittorio Sindoni
- La leggenda del bandito e del campione (2010) regia di Lodovico Gasparini
- Benvenuti a tavola - Nord vs Sud regia di Lucio Pellegrini (2013)